# Bylina (literatura)

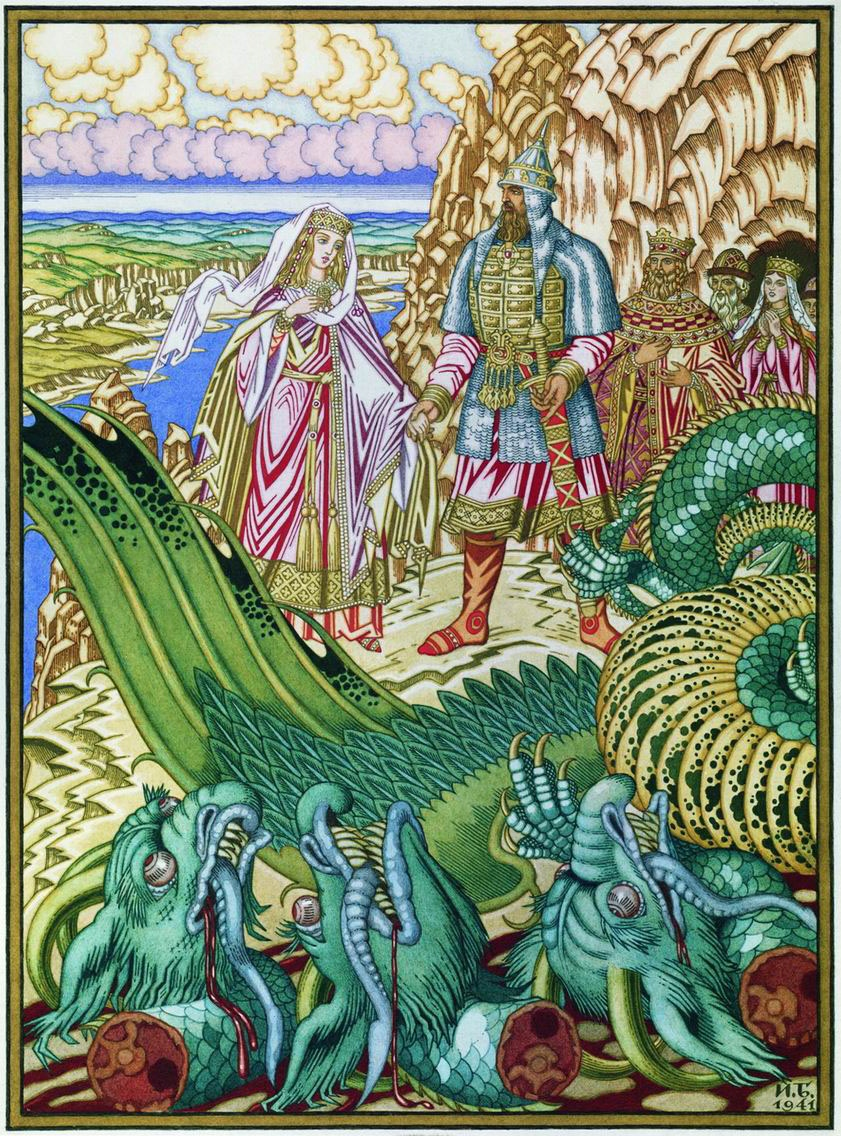
Iwan Bilibin – Dobrynia Nikiticz ratuje Zabawę Putjaticznę przed smokiem Gornyczem

Bylina, starina (ros. былина, старина) – tradycyjna ruska pieśń, opiewająca czyny bohaterów epoki średniowiecza i kilku wieków późniejszych. Byliny to najdawniejsze zapisy epickich pieśni, które powstały w XVII wieku.
Słowo bylina pochodzi od rosyjskiego słowa byl (быль) oznaczającego historię prawdziwą, w przeciwieństwie do fikcyjnych.
Byliny były tworzone w formie wiersza białego, posiadały jednak charakterystyczny rytm. Większość z zachowanych bylin pochodzi z północnych regionów Rosji. Ich styl był naśladowany przez wielu późniejszych pisarzy i poetów, m.in. przez Aleksandra Puszkina. Najświetniejszą grupą są byliny cyklu kijowskiego, opowiadające o legendarnych bohaterach związanych z dworem i osobą kniazia Włodzimierza – „krasnego sołnyszka”.

## Najważniejsze cykle bylin
- o najdawniejszych bohaterach (Wołch Wsiesławiewicz, Mikuła Sielaninowicz, Swiatogor),
- o Włodzimierzu Wielkim i złotym wieku Rusi Kijowskiej, o Ilji Muromcu, Aloszy Popowiczu i Dobryni Nikiticzu,
- o Nowogrodzie (Wasyl Busłajewicz, kupiec Sadko), które jako pierwszy opublikował etnograf Pawieł Rybnikow[2]
- o Moskwie (Jermak Timofiejewicz, Iwan Groźny),
- o historii ukraińskich Kozaków, inwazjach Turków i Tatarów, powstaniach hajdamaków,
- o powstaniach kozackich (Stieńka Razin),
- o Piotrze I Wielkim.